# São João da Lagoa
São João da Lagoa is een gemeente in de Braziliaanse deelstaat Minas Gerais. De gemeente telt 4.971 inwoners (schatting 2009).

## Aangrenzende gemeenten
De gemeente grenst aan Claro dos Poções, Coração de Jesus, Jequitaí, Lagoa dos Patos en Montes Claros.